# Adonea
Genre
Synonymes
- Storkaniella Kratochvíl & Miller, 1940

Adonea est un genre d'araignées aranéomorphes de la famille des Eresidae.

## Distribution
Les espèces de ce genre se rencontrent dans le bassin méditerranéen.

## Liste des espèces
Selon World Spider Catalog (version 18.0, 21/03/2017) :
- Adonea algarvensis Wunderlich, 2017
- Adonea algerica (El-Hennawy, 2004)
- Adonea fimbriata Simon, 1873

## Publication originale
- Simon, 1873 : Aranéides nouveaux ou peu connus du midi de l'Europe. (2e mémoire). Mémoires de la Société royale des sciences de Liège, sér. 2, vol. 5, p. 187-351, réimprimé seul p. 1-174 (texte intégral).